# Néra (Nouvelle-Calédonie)
Pour les articles homonymes, voir Nera.
La Néra (Wê Nhéra en langue Kanak) est un fleuve côtier de la côte ouest de la Nouvelle-Calédonie. Elle s'écoule sur la commune de Bourail (Province Sud) et se jette dans le lagon néo-calédonien.

## Géographie
Le bassin versant de la Néra est composé des principaux affluents suivants qui se rejoignent pour former la Néra qui se jette dans le lagon :
- La Boghen
- La Téné
- La Douencheur
- La Pouéo.

Ces rivières prennent leur source dans la Chaîne Centrale, puis la Néra se jette dans le lagon sur la cote ouest de la Grande Terre.

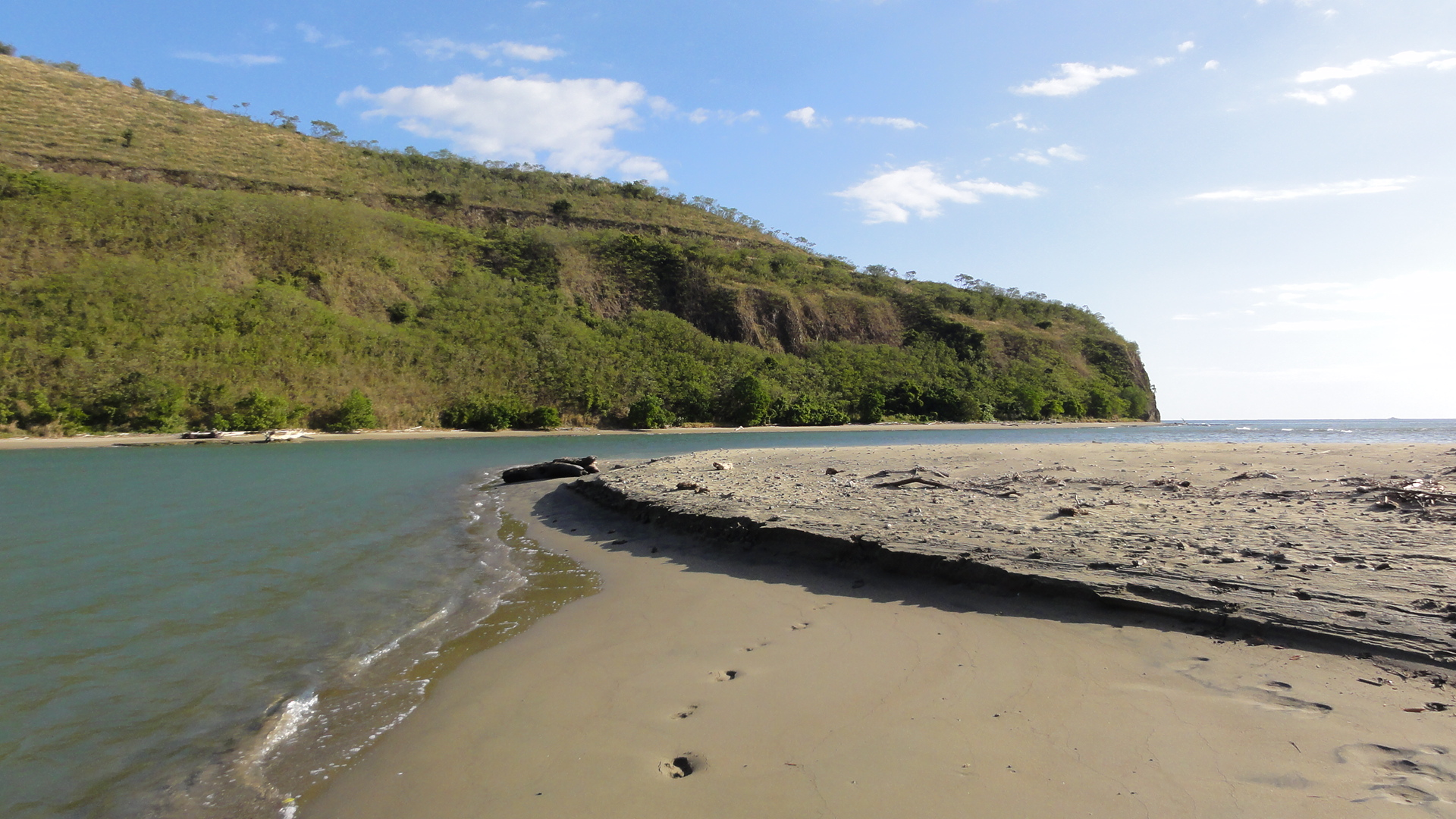
Embouchure de la Néra

La Néra forme un delta autour du quartier de la Roche Percée, elle a deux bras appelés rive gauche et rive droite par les habitants locaux. La rive droite est coupée par la route et elle ne rejoint donc pas la mer, c'est la rive gauche qui se jette dans l'Océan Pacifique et plus précisément dans la baie de Gouaro.
Plusieurs espèces de requins, notamment l'été, remontent la Néra venant du récif.

### Organisme gestionnaire
L'organisme gestionnaire est la DAVAR ou Direction des Affaires Vétérinaires, Alimentaires et Rurales, par son service de l'eau créée en 2012, avec deux poles le PPRE pôle de protection de la ressource en eau et le PMERE pôle mesures et études de la ressource en eau,.

## Affluents
- La Boghen (rg[note 2]),
- La Téné
- La Douencheur (rd),
- La Pouéo.

## Hydrologie
Son régime hydrologique est dit pluvial tropical.

### Inondations
La plus grande inondation relevée est celle de 1946, où l'eau était montée jusqu'aux marches de l'église. Il y eut une grande inondation également en 1990.En 1996, le cyclone Betty[réf. nécessaire] ravage la région et la Néra sort de nouveau de son lit.
Les inondations se produisent souvent en hiver. Il peut y avoir aussi des cyclones et de grosses tempêtes qui font sortir la Néra de son lit.

## Aménagements et écologie

### Activités nautiques
Sur la Néra, plusieurs sports d'eau sont pratiqués : le va'a, le kayak de mer, etc.
C'est sur le fleuve que les bateaux viennent accoster pour rejoindre l'océan.

### Divers
Un hôtel de Bourail porte le nom « La Néra », car il se situe au bord du fleuve.

## Galerie Photos

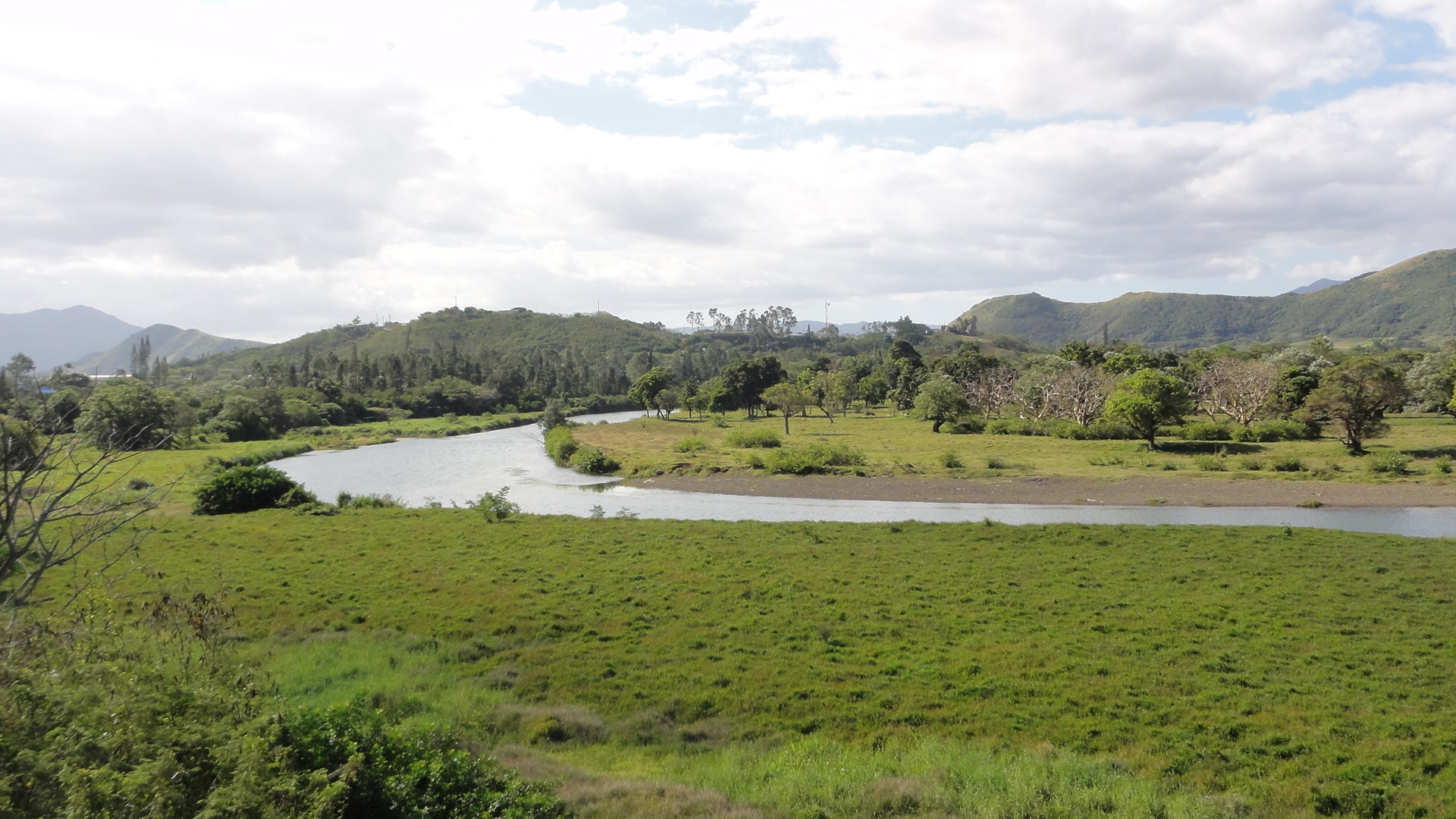
Plaine de la Néra
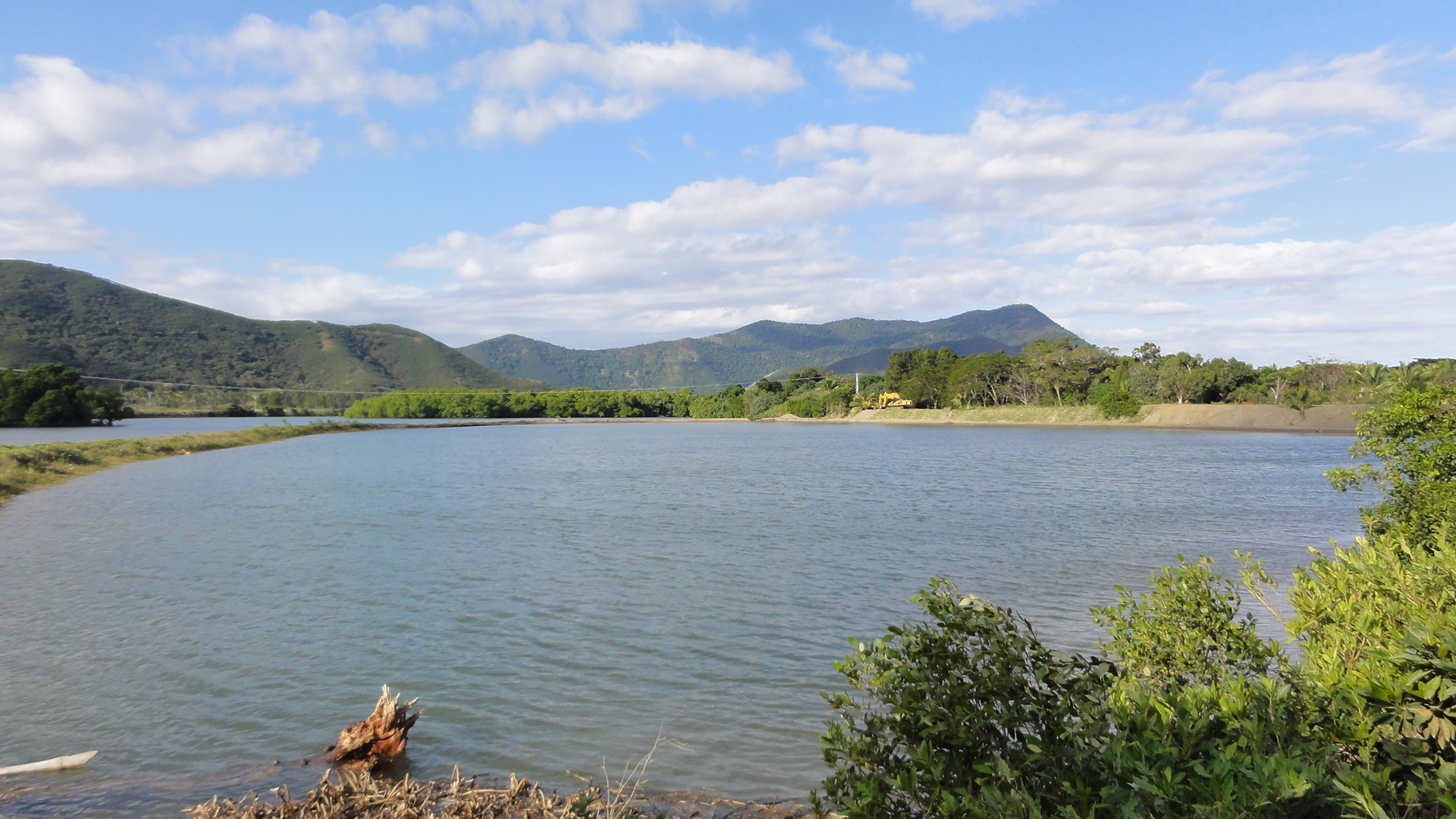
Rive droite du delta de la Néra
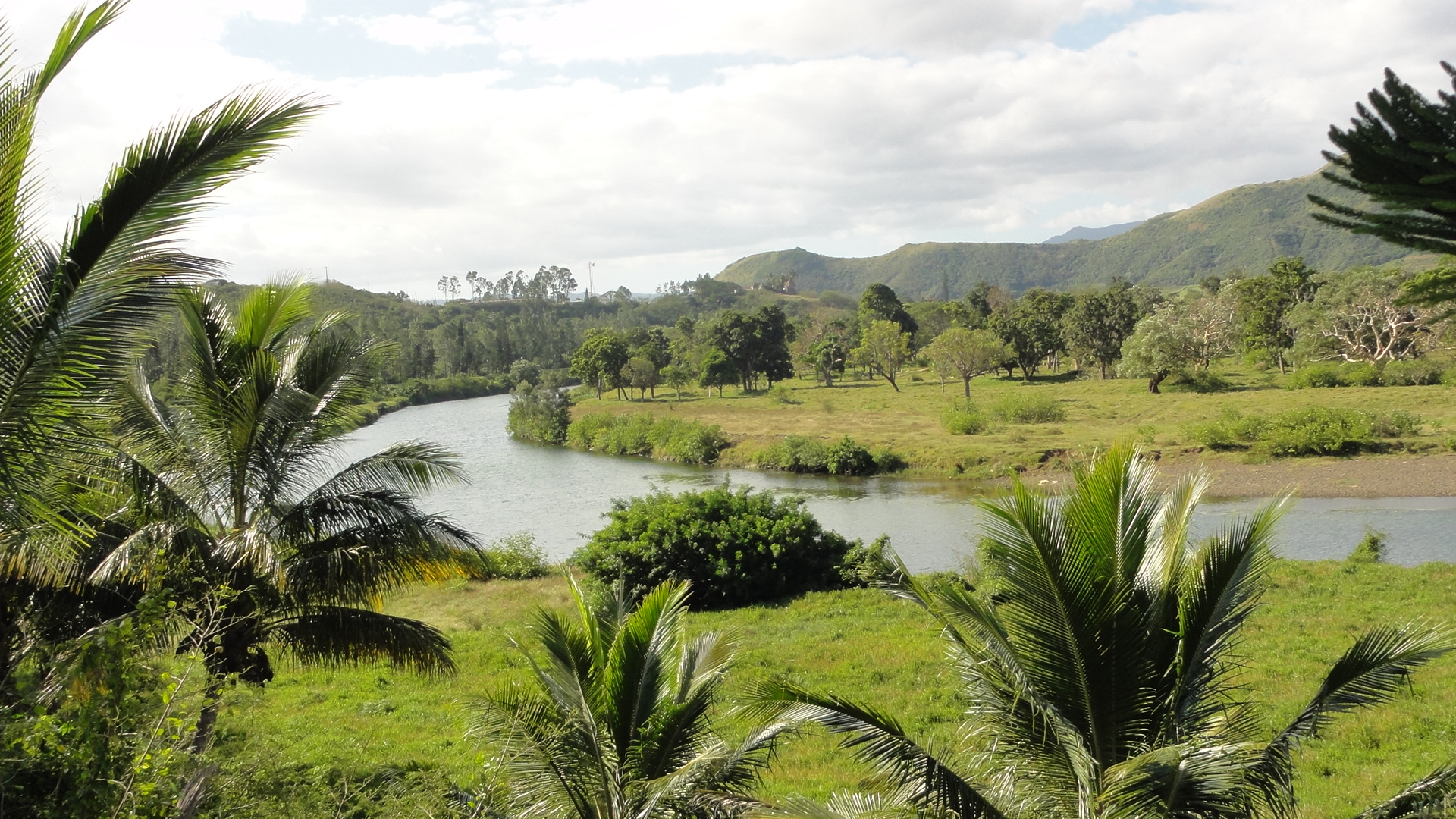
Vue sur la Néra
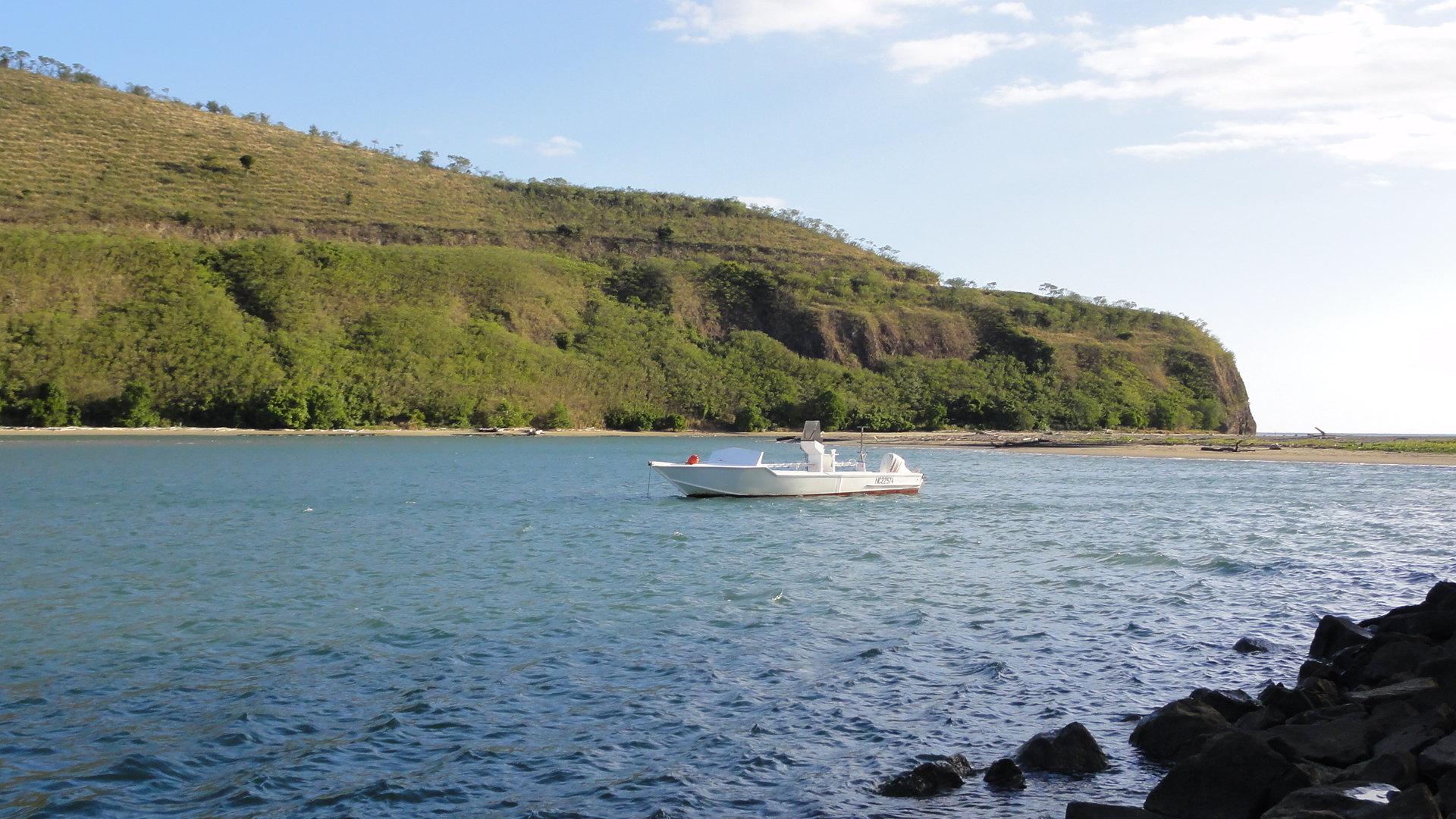
La Néra avec un bateau
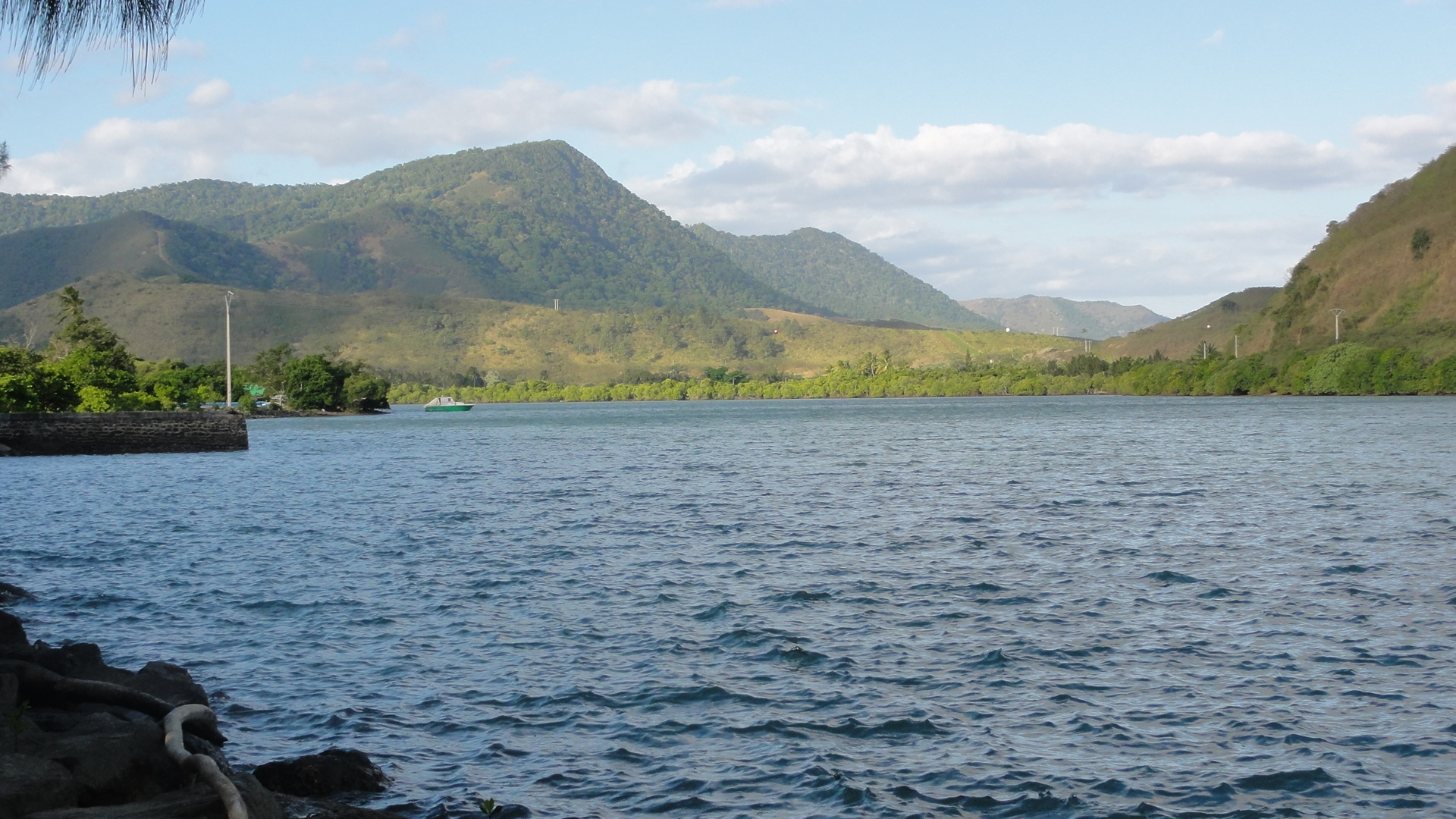
Wharf au bord de la Néra
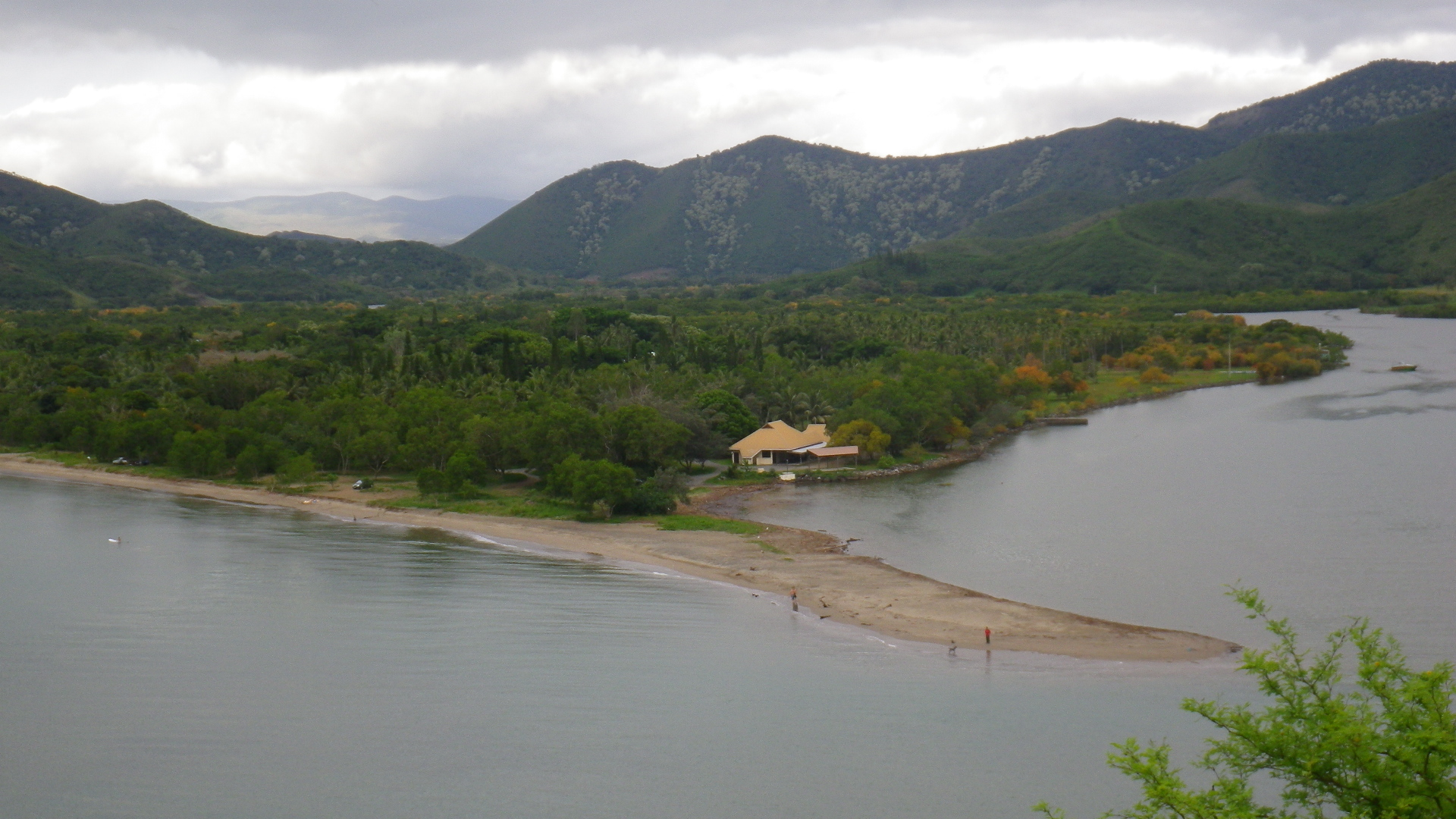
Embouchure de la Néra depuis la Pointe Vidoire
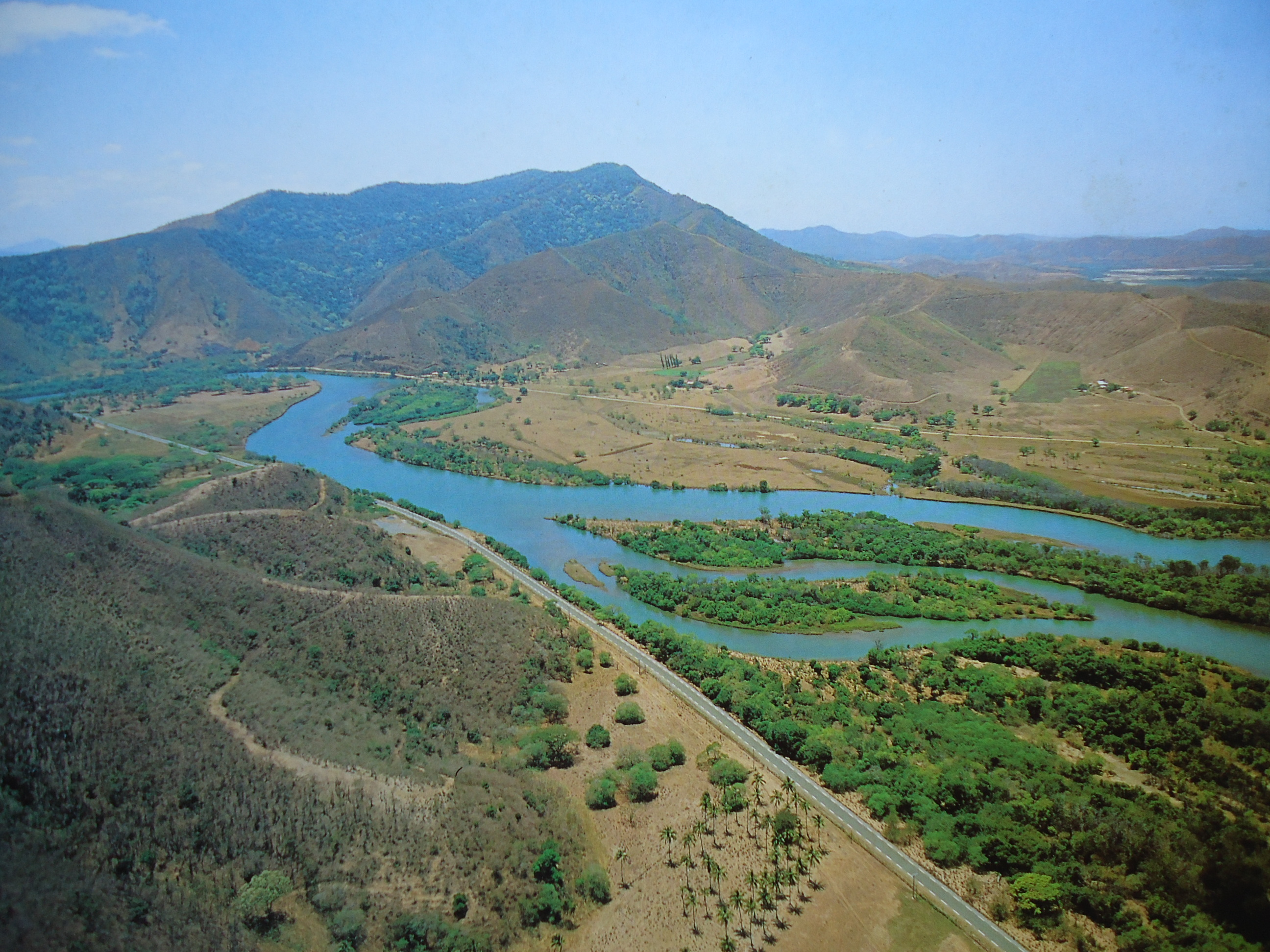
Vallée de la Néra